# New in Town
New in Town, auch bekannt als New in Town – Eiskalt erwischt, ist eine US-amerikanisch-kanadische Filmkomödie aus dem Jahr 2009. In den Hauptrollen sind Renée Zellweger und Harry Connick Jr. zu sehen.

## Handlung
Als aufstrebende Karrierefrau erklärt sich Lucy Hill bereit, für ihre Firma vom sonnigen Miami ins verschneite New Ulm in Minnesota zu reisen, um die örtliche Joghurtfabrik gewinnbringend umzustrukturieren. Nicht auf die Kälte vorbereitet, kommt Lucy in High Heels und Minirock verfroren in New Ulm an. Sekretärin Blanche Gunderson, eine gläubige Christin, die gern Scrapbooks bastelt, lädt Lucy kurzerhand zum Abendessen ein. Beim gemeinsamen Essen gerät Lucy in eine Kapitalismusdebatte mit Ted Mitchell, einem weiteren Gast, den sie während des zunehmend hitzigen Wortwechsels beleidigt. Wütend verlassen beide den Tisch. Tags darauf lässt sich Lucy von Vorarbeiter Stu Kopenhafer die Fabrik zeigen und verkündet den Arbeitern, mit Modernisierungsmaßnahmen mehr Profit machen zu wollen. Den Männern und Frauen ist jedoch sofort klar, dass eine Modernisierung in erster Linie eine Reduzierung der Belegschaft bedeutet. In ihrem Büro trifft Lucy auf Ted, der sich ausgerechnet als Gewerkschaftsführer herausstellt, und gerät mit ihm erneut in Streit. Weil sie glaubt, mit dem „Eistag“ als örtlichen Feiertag an der Nase herumgeführt worden zu sein, entlässt sie spontan den altgedienten Stu und beharrt auf ihrem Entschluss selbst dann noch, als Ted sie bittet, die Sache noch einmal zu überdenken.
Lucy hat schließlich genug von der Mentalität und der christlich-konservativen Einstellung ihrer Umgebung und will nach Miami zurück. Aufgrund der schlechten Wetterlage werden jedoch alle Flüge gestrichen. Auf dem Weg vom Flughafen zurück nach New Ulm bleibt Lucy mit ihrem Auto im Schnee stecken. An der Autoantenne befestigt sie rote Unterwäsche – in der Hoffnung, so schnellstmöglich gerettet zu werden. Es ist schließlich Ted, der die inzwischen beschwipste Lucy findet, aus dem Auto befreit und nach Hause bringt. Daraufhin beginnt Lucy, Gefallen an den bodenständigen Einwohnern des kleinen Städtchens zu finden. Sie entschuldigt sich bei Ted für ihr Verhalten und kümmert sich um dessen 13-jährige Tochter Bobbie, der man mit einer Dauerwelle die Frisur ruiniert hat. Lucy fährt Bobbie zu einem anderen Friseur und kleidet sie für eine Verabredung mit einem Jungen ein. Während Bobbie außer Haus ist, kommen sich Lucy und Ted, der seit sechs Jahren Witwer ist, näher. Gemeinsam mit Stu gehen sie auf Krähenjagd. Als Lucy in der Wildnis austreten muss, jedoch ihren Overall nicht öffnen kann, kommt ihr Ted zu Hilfe. Aus Versehen schießt sie ihm daraufhin ins Hinterteil. In der Fabrik machen sich die Arbeiter über den Jagdunfall lustig, worauf Lucy als Wiedergutmachung Ted einen selbstgebackenen Kuchen vorbeibringt.
Als Lucy zwecks Zwischenbericht nach Miami fliegt und von dort aus Blanche telefonisch bittet, in ihrem Schreibtisch nach einem vergessenen Dokument zu suchen, findet Blanche zufällig eine umfangreiche Liste mit den Namen der Kollegen, denen gekündigt werden soll. Lucy erfährt unterdessen, dass man die Fabrik komplett stilllegen will und damit sämtliche Arbeiter ihren Job verlieren würden. Als sie nach New Ulm zurückkehrt und Blanche sie mit der gefundenen Kündigungsliste konfrontiert, erzählt ihr Lucy, dass ihre Vorgesetzten in Miami die Fabrik schließen wollen. Lucy setzt jedoch alles daran, die Fabrik und ihre Arbeitsplätze zu retten. Eine neue Rezeptur soll her und Blanches Rezept für Tapioka-Pudding scheint die Lösung zu sein. Um mit dem neuen Produkt innerhalb eines Monats einen alles entscheidenden Markttest zu erreichen, müssen die Arbeiter zahlreiche Überstunden einlegen. Es ist schließlich Stu, der die Arbeiter anspornt, Lucys Plan, mit dem sie ihre eigene Karriere aufs Spiel setzt, umzusetzen. Nach einem erfolgreichen Markttest steigt Lucy zur Vizepräsidentin in ihrer Firma auf und kehrt nach Miami zurück. Als die Fabrik verkauft werden soll, entschließt sie sich, erneut die Geschäftsleitung der Fabrik zu übernehmen und mit Investoren dafür zu sorgen, dass die Belegschaft die Fabrik stufenweise selbst kaufen kann. Gewerkschaftsführer Ted hat nichts dagegen und küsst Lucy vor der versammelten Belegschaft.

## Hintergrund
Die Dreharbeiten fanden im November 2007 in Los Angeles, Miami und Selkirk statt sowie in Winnipeg bei Temperaturen bis zu minus 47 Grad.
New in Town lief am 30. Januar 2009 in den US-amerikanischen Kinos an, wo der mit einem Budget von acht Millionen Dollar produzierte Film 16,7 Millionen Dollar einspielen konnte. Weltweit konnte der Film insgesamt 29 Millionen Dollar an den Kinokassen einspielen. Der Film kam am 26. November 2009 in die deutschen Kinos. Am 31. März 2010 erschien er auf DVD. Die Erstausstrahlung im deutschen Fernsehen folgte am 7. Dezember 2012 auf ZDFneo.

## Soundtrack
Im Film sind neben der Filmmusik von John Swihart folgende Lieder zu hören:
- Steer – Missy Higgins
- Do Your Stuff – Perk Badger
- Move by Yourself – Donavon Frankenreiter
- I’m Movin’ Out – APM Music
- 20th Century Boy – T. Rex
- Walking on Sunshine 2004 – Katrina and the Waves
- I Will Survive – kurz interpretiert von Renée Zellweger
- Boss of Everything – Crit Harmon
- Race You – Elizabeth & The Catapult
- Life Is Good – Brittini Black
- On the Other Side – Cisco
- Another Country – Tift Merritt
- Just Because We’re Over – Marty Jensen
- That’s Where It Is – Carrie Underwood
- In the Thick of It – Moot Davis
- Hey You – Natalia Safran und Mikołaj Jaroszyk

## Kritiken
Das Lexikon des internationalen Films nannte New in Town eine „[s]chablonenhafte romantische Komödie mit lieblos entworfenen Figuren“. Die Geschichte sei „klischeehaf[t]“ und werde „mit einem sozialkritischen Thema bemäntelt“, ohne dass der Film am Lebensalltag seiner Figuren Interesse zeige. Cinema hingegen fand, dass durch „die liebevoll entwickelten Charaktere und die umwerfend komische Renée Zellweger“ die „erprobte Erfolgsformel“ von Filmen wie Local Hero und Willkommen bei den Sch’tis auch hier funktioniere. Die mit vielen Pointen ausgestattete Handlung sei zwar vorhersehbar, „doch der Spaß, den die Darsteller beim Dreh hatten, wirkt geradezu ansteckend“.
Für Anke Westphal von der Berliner Zeitung war New in Town ein „lustiger“, aber auch „ärgerlicher“ Film. Es handle sich um „ein fragwürdiges Märchen, in dem romantischer Antikapitalismus und konservativer Traditionalismus eine Allianz eingehen“. Screwball-Komödien aus den 1940er Jahren seien im Vergleich fortschrittlicher gewesen. Abseits der „wesentlichen Ärgerniss[e]“ gelinge es dem Film dennoch zu unterhalten. Die Fernsehzeitschrift Prisma war von New in Town ebenfalls wenig angetan. Der Film sei „eines jener Renée-Zellweger-Vehikel, die mit Schauspielerei wenig zu [tun] haben“. In der Rolle einer „nervig[en] Zicke“ könne Zellweger in der von Beginn an „absolut vorhersehbaren“ Story nur „mit ihrem ewig gleichen, mürrischen Entengesicht aufwarten“. Der dänische Filmemacher Jonas Elmer hätte darauf verzichten sollen „einen derart langweilig-austauschbaren Plot“ zu verfilmen. TV Movie zufolge sei der Film nur etwas „für eingefleischte Romantiker“.

## Deutsche Fassung
Die deutsche Synchronfassung entstand bei der Berliner Synchron nach dem Dialogbuch von Dorothee Muschter, die auch die Dialogregie übernahm.
| Rolle             | Darsteller           | Synchronsprecher          |
| ----------------- | -------------------- | ------------------------- |
| Lucy Hill         | Renée Zellweger      | Ranja Bonalana            |
| Ted Mitchell      | Harry Connick Jr.    | Benjamin Völz             |
| Blanche Gunderson | Siobhan Fallon Hogan | Heidrun Bartholomäus      |
| Stu Kopenhafer    | J. K. Simmons        | Jan Spitzer               |
| Lars Ulstead      | Mike O’Brien         | Gunnar Helm               |
| Trudy Van Uuden   | Frances Conroy       | Helga Sasse               |
| Bobbie Mitchell   | Ferron Guerreiro     | Josephine Schmidt         |
| Donald Arling     | Robert Small         | Reinhard Kuhnert          |
| Harve Gunderson   | Wayne Nicklas        | Werner Ziebig             |
| Kimberley         | Hilary Carroll       | Rubina Kuraoka            |
| Flo               | Nancy Drake          | Marie Gruber              |
| Wallace Miller    | Stewart J. Zully     | Uli Krohm                 |
| Winnie            | Marilyn Boyle        | Luise Lunow               |
| Billy Gunderson   | Dan Augusta          | Jeffrey Wipprecht         |
| Waylon            | Benjamin Beauchemin  | Constantin von Jascheroff |